# ربییاروس
ربییاروس (به اسپانیایی: Revillarruz) یک شهرستان در اسپانیا است.